# Acarinario

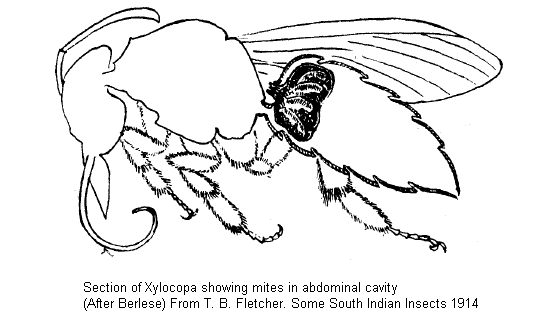
Acarinario en Xylocopa

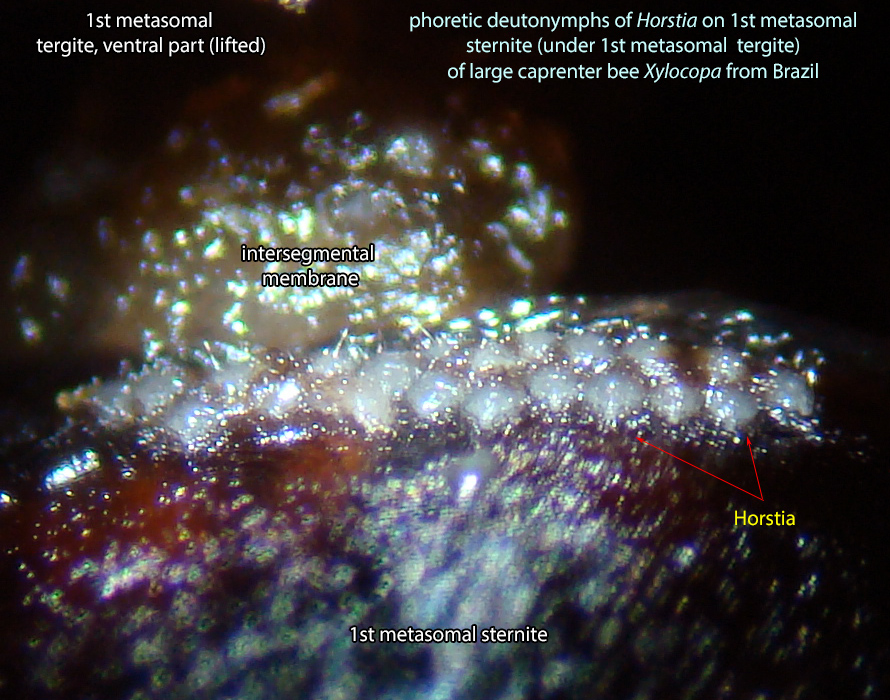
Acaridae Horstia bajo el primer terguito del metasoma de Xylocopa sp.

Un acarinario es una estructura anatómica especializada que ha evolucionado para facilitar la retención de ácaros en el cuerpo del organismo huésped, comúnmente una abeja o avispa. El término fue introducido por Walter Karl Johann Roepke.

## Evolución
El acarinario ha evolucionado para incrementar la relación mutualista entre ciertos ácaros y organismos hospedantes. Hay muchos casos de ácaros foréticos en que el organismo que los transporta se beneficia de la presencia de los ácaros; en ciertos casos, el cuerpo del huésped ha evolucionado para acomodar a los ácaros. Los ejemplos más conocidos existen en himenópteros apócritos, en especies que típicamente hacen nidos. Es posible que los ácaros se alimentan de hongos presentes en los nidos (protegiendo así las provisiones de las larvas), también es posible que se alimenten de parásitos u otros ácaros perniciosos para las larvas de la especie hospedante. Es de sañalar que los acarinarios suelen estar presentes solo en las hembras, ya que solo las hembras construyen y provisionan los nidos. Existe evidencia fósil de abejas del género extinto Oligochlora con acarinarios en depósitos de ámbar dominicano de la isla La Española.
La presencia o ausencia de esta estructura sirve como un rasgo taxonómico.

## Variaciones

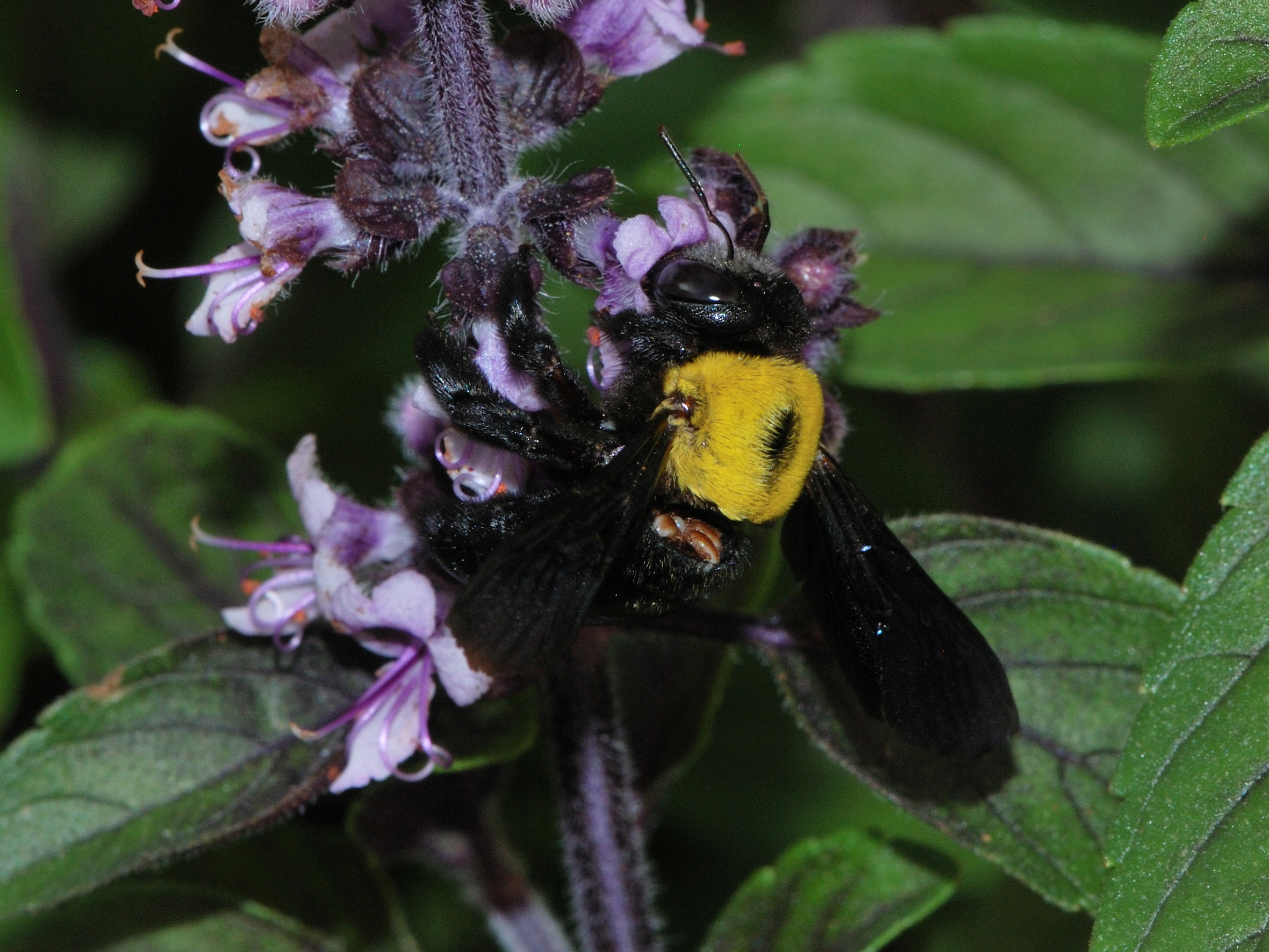
Xylocopa (Koptortosoma) pubescens con ácaros simbióticos (Dinogamasus sp.)

- Varios tipos de acarinarios se encuentran en abejorros carpinteros de los subgéneros del Viejo Mundo Mesotrichia y Koptortosoma; en algunas especies toda la parte anterior del metasoma está ahuecada formando una gran cámara con pequeñas aberturas hacia el exterior por las cuales pueden entrar y salir los ácaros. Algunas especies tienen un acarinario suplementario en el mesosoma.

- El género Thectochlora de abejas halíctidas (tribu Augochlorini) se caracteriza por una densa mata de pelos justo al frente del primer terguito metasómico (la misma localización del acarinario de abejorros carpinteros), donde hay un espacio en forma de bolsillo donde hay lugar para los ácaros

- En el subgénero Lasioglossum del género Lasioglossum de abejas halíctidas, muchas especies tienen la cara anterior del primer segmento metasómico modificado por la eliminación de las setas centrales, formando una región glabra, alrededor de la cual hay un fleco de pelos densamente apretados. Los ácaros se aferran de estos pelos. Las especies sin esta modificación raramente o nunca llevan ácaros.

Otros ejemplos incluyen:
- En la avispa alfarera Parancistrocerus, la base del segundo terguito metasómico es cóncavo y cubierto por el borde posterior del primer terguito; allí van los ácaros. Esta estructura está presente en machos y hembras, es difícil saber por qué se encuentra en ambos sexos con igual frecuencia, siendo que solo las hembras visitan los nidos.[5]